# Malviviendo
Malviviendo es una serie web producida por Diffferent dirigida por David Sainz. Fue estrenada el 24 de noviembre de 2008 y que hasta el momento se ha convertido en la web serie más vista de España.
En ella trabajan actores en su mayoría no profesionales y sin presupuesto, ya que los que participan en la serie lo hacen de forma gratuita.
La serie se ambienta en el ficticio barrio de "Los Banderilleros" de la ciudad andaluza de Sevilla. Los personajes son un grupo de amigos atrapados en la cotidianidad de sus malas vidas vinculadas al consumo de cannabis o a otros problemas relacionados con la peculiaridad de cada personaje; a los que se irán sumando otros que afectarán a todo el grupo por igual. 
En cada capítulo, parodian la intro de series de éxito como Dexter, Me llamo Earl, Los Soprano, Lost, ALF, Expediente X, Juego de tronos, Friends, South Park, The Wire; entre otras muchas, así como programas nacionales como Callejeros, de Cuatro, o el programa 21 días protagonizado por Samanta Villar.
En junio de 2009 la serie logró el apoyo de Qualid (un proyecto de mecenazgo de artistas de Nokia). Allí se lanzaron dos minicapítulos. Uno centrado en el personaje de Mateo y otro en el del Puto.
La segunda temporada fue estrenada en abril de 2011 y finalizó en marzo de 2012. La emisión de la tercera temporada comenzó en enero de 2013 y terminó el 7 de julio de 2014, capítulo con el que finaliza tanto la tercera temporada, como la emisión de la serie.

## Reparto

### Personajes principales
- El Negro (Jesús Blanco Fernández) - David Sainz.[5]

El Negro (el personaje principal) es un canario, fumador habitual de porros que lleva más de 5 años estancado en una carrera de tan solo 3 y durante la primera temporada trabaja de gorrilla y vive en una caravana, al final de esta, vuelve a Canarias. Cuando vuelve se va a vivir con el Rata e intenta conseguir un trabajo decente. En la tercera temporada tiene un grow shop con el Zurdo y vive en el piso de arriba, con Antonio Manuel, primo del Zurdo.
- El Zurdo (Raúl Antúnez) - David Valderrama (Antonio Velázquez).[5]

El Zurdo, llamado así por su torpeza, es uno de los mejores vendedores de droga del barrio. Repite continuamente su famosa frase de "ni uno, ni dos, ni tres... sino tres...", coletilla que señala su identidad. Parece tener especial atracción por las feas. Otra característica suya es que siempre viste camisetas de equipos de fútbol. A mitad de la segunda temporada tuvo que volver a su pueblo para no entrar en la cárcel, hasta que su cuñado Robledo, hace que solo tenga que hacer servicios comunitarios. En la tercera temporada tiene un grow shop con el Negro y al final de la serie, se casa y tiene una hija.
- El Kaki (Miguel Jerez) - Tomás Moreno.[5]

El Kaki, llamado así por ser un exmilitar y vestir siempre con su antiguo uniforme. Tiene muy mal humor y le molesta que le ofrezcan ayuda por su condición de discapacitado. Estuvo en la cárcel por matar a otro recluta en un combate clandestino y fue allí donde se quedó paralítico en otra pelea, aunque la gente dice que fue un resbalón en la ducha. Es fitofílico y hace referencia a los melones en todos los capítulos. Ideó el plan que metió a Don Luis en la cárcel. Al final se apunta a una escuela en la que, no solo se gradúa, sino que se va de Erasmus.
- El Postilla (Domingo Pardo Rosas) - Carlos Medrano.[5]

El Postilla es un ladrón afectado de narcolepsia, al cual le dan los ataques en el lugar y momento menos deseado (sobre todo en las persecuciones). En la misma serie, el Negro comenta sobre él que "es difícil combinar varias enfermedades; sobre todo si son la cleptomanía y la narcolepsia". Llevaba muchísimo tiempo fugado de su casa, y cuando su madre millonaria la encuentra, no le permite salir solo, tras encerrar a Don Luis, descubre que la casa y todo el dinero es suyo, convirtiéndose en multimillonario y volviendo a tener libertad.
- El Rata - Javi Lería.[5]

Antes de la llegada del Negro a Sevilla, él era el cuarto amigo que se juntaba con los personajes principales de la serie. Un día desapareció sin dar explicaciones para esconderse por motivos de apuestas ilegales y reventas de entradas. Apareció en el capítulo 10 de la primera temporada para celebrar "su vuelta definitiva". Durante la segunda temporada trabaja para Don Luis y siempre está haciendo cosas raras, tras ser despedido y pasar una depresión, se pone a vender droga en el banquito rojo.

### Personajes secundarios
- Inspector Gonzalo Robledo - Dani Mantero.[5]

Auténtico azote de la delincuencia en el barrio, siempre que no tenga que esforzarse demasiado. Es algo incompetente y corrupto. Acaba siendo un personaje clave en el devenir de la historia, formando parte del grupo de personajes principales al emparentar con el Zurdo, ya que tiene un hijo con su hermana, lo que facilitará las relaciones del grupo con la policía.
- María Antúnez - Amanda Mora.[5]

Es la hermana del Zurdo y escapó de su casa con 15 años. Ahora es peluquera, y protagonista de algunas fantasías eróticas del Negro. Su relación con el principal enemigo del barrio le creará algún que otro problema.
- Mateo Ruiz Kazakievo - Manuel Noguera.[5]

El dorado bailarín dopado. Según él, es un antiguo bailarín de la American Ballet Theatre, ahora metido a gorrilla por causa de su adicción a las drogas. Fue el que enseñó a Jesús, el Negro, la profesión de aparcacoches. Siempre atacado por el Kaki, tras presenciar el nacimiento de la hija del Zurdo, decide abandonar la drogadicción.
- Milagros - María Nogales.

De familia muy religiosa y adinerada. En la fiesta del Barrio de Los Banderilleros, tiene una noche loca con uno de los protagonistas, el Zurdo, del cual se queda embarazada y acaban casándose. 
- Don Luis - Antonio Dechent.

Jefe de la mafia local de Los Banderilleros.
- Luisito - Adrián Pino.

Es el hijo de Don Luis, en la 3.ª temporada comienza a ir a todos lados con el Postilla, debido a la relación entre sus padres. Cuando el Postilla se escapa se llevan a Luisito con él, tras que se vuelvan a llevar Luisito se queda con el Kaki y demás, tras ganarse su confianza con el plan de secuestro que idea.

### Otros personajes
- Cuervo (tutor del Zurdo) - José Maldonado.

El yonqui tutor del Zurdo es un drogodependiente que asegura haber dejado las drogas excepto por un "poquito" que, a veces, se toma, pero para sobrellevarlo. Fue el que invito al Mateo a su primer porro.
- El Almeja - Manuel Aragón.[5]

Timador empedernido y rey del trapicheo del barrio. Un bocazas protegido por matones cuya principal habilidad es la de ganar dinero con todo tipo de apuestas, sean legales o no. Tras la tetraplejia del Mulo se vuelve su cuidador, pero al final vuelve a los trapicheos organizando peleas de yonkis.
- El Puto - Carlos Lee Ferrer.[5]

Otro canario, amigo del Negro, es el chapero del barrio. Metido por un día a luchador de boxeo a mano abierta, siempre tiene una excusa para buscarse un nuevo empleo, el último: un conocidísimo director de cine X. En el último capítulo graba una película (Juego de Rabos) con los protagonistas y Papito .
- Ramón "El Gordo" - Manuel Pérez.

Es un famoso traficante de cannabis, conocido en un pequeño pueblo llamado Merysvilla; tenía una deuda pendiente con los personajes principales de la serie por un robo cometido en su plantación; los rumores cuentan del tamaño exagerado de su órgano reproductor, y por eso no había conocido mujer, aparte de Concha, a la cual le produjo una discapacidad. Poco después mantuvo una relación con Bárbara.
- Verónica - Verónica Hontoria.

Es una prostituta conocida en el barrio, y ayudó al Postilla a salir de la cárcel.
- Joaquín Moruno - Manuel Durán.

Es el matón liderado por el Mulo, y que ayudaba al Almeja en sus situaciones comprometidas antes de su desastroso intento de huida para escapar de la cárcel.
- El Mulo - Carlos Vega.

Es un exsargento del ejército, que fue expulsado tras un incidente con el Kaki en una pelea clandestina, de las cuales él era el organizador; ahora sufre una discapacidad de cintura para abajo por venganza del Kaki.
- Juan "El Esparto" - Daviz Muñoz.

Amable, simpático, generoso, pero también conocido por su pesadez; está concienciado sobre la cultura budista ya que ha pertenecido a ella. Durante la tercera temporada lleva un grupo de apoyo en el que se encuentran Luisito, el Postilla, el Negro y el Mateo entre otros. En el último capítulo lleva setas alucinógenas a la despedida del Zurdo y esto, es lo que causa el gran problema del capítulo.
- Bárbara - Carolina León.

Auténtica contorsionista vaginal, famosa por abastecer a todo el barrio de droga traída directamente de Marruecos en su propio cuerpo. Tiene 2 hijos con Ramón el Gordo.
- Blanca - Teresa Segura.

Tras un affaire con el negro, que ella interpretó mal, aparece en el capítulo que parodia al programa '21 días' tras la búsqueda del protagonista. Al final de la serie acaba con el Negro. Además, la actriz es la directora de producción de "Diffferent", la productora de la serie.
- El Muerto.

De joven hizo más de una estafa con el Zurdo hasta que se cayó por un barranco y todos lo dieron por muerto. Al volver hizo un negocio junto al Zurdo, controlando toda a droga de 30 km a la redonda. Tiene la peculiaridad de decir refranes pseudo filosóficos en vez de conversar de manera normal.
- El Piruco - Guille Garabato.

Sobrino de Robledo, es uno de los canis del barrio, suele hablar más de lo que debe y consumir drogas sintéticas. Siempre se pelea con sus amigos al grito de Que de que de que y cantar sus canciones de tecno de forma peculiar.
- El Metefuego - Carlos Bernardino.

Vecino de los Banderilleros que aparece de la nada en momentos críticas para burlarse de los protagonistas de la escena. El actor también hizo varias escenas de acción como doble de escenas peligrosas.

## Capítulos

### Temporada 1: 2008 - 2010
| N.º (serie) | N.º (temp.) | Título                     | Fecha de emisión         | Intro                                    | Audiencia |
| ----------- | ----------- | -------------------------- | ------------------------ | ---------------------------------------- | --------- |
| 1           | 1           | «Me dicen Negro»           | 24 de noviembre de 2008  | Dexter                                   | 5 581 000 |
| 2           | 2           | «La cosecha»               | 29 de diciembre de 2008  | Los Soprano                              | 2 621 000 |
| 3           | 3           | «El próximo antes de ayer» | 30 de enero de 2009      | Perdidos                                 | 2 657 000 |
| 4           | 4           | «Chair Driver»             | 4 de marzo de 2009       | ALF                                      | 3 119 000 |
| 5           | 5           | «Callejosos»               | 29 de marzo de 2009      | Callejeros                               | 4 805 000 |
| 6           | 6           | «Cuentos y leyendas»       | 6 de mayo de 2009        | Alfred Hitchcock presenta / Expediente X | 3 111 000 |
| 7           | 7           | «Módulo Tres»              | 21 de septiembre de 2009 | Prison Break                             | 2 535 000 |
| 8           | 8           | «No girls»                 | 3 de noviembre de 2009   | Sexo en Nueva York                       | 3 298 000 |
| 9           | 9           | «Cicatrices»               | 20 de febrero de 2010    | La tribu de los Brady                    | 3 047 000 |
| 10          | 10          | «Se vende»                 | 12 de abril de 2010      | South Park                               | 2 662 000 |

### Temporada 2: 2011 - 2012
| N.º (serie) | N.º (temp.) | Título                                     | Fecha de emisión       | Intro                       | Audiencia |
| ----------- | ----------- | ------------------------------------------ | ---------------------- | --------------------------- | --------- |
| 11          | 1           | «La verdadera historia de Jesús Blanco»    | 2 de abril de 2011     | Boardwalk Empire            | 2 775 000 |
| 12          | 2           | «Fumar juntos, morir solos»                | 1 de mayo de 2011      | Los informáticos            | 3 014 000 |
| 13          | 3           | «Mi amigo Walt»                            | 5 de junio de 2011     | Misfits                     | 2 424 000 |
| 14          | 4           | «Mala vida sana»                           | 2 de julio de 2011     | Cómo conocí a vuestra madre | 3 468 000 |
| 15          | 5           | «23 días en Los Banderilleros (1.ª parte)» | 30 de julio de 2011    | 21 días                     | 3 104 000 |
| 16          | 6           | «23 días en Los Banderilleros (2.ª parte)» | 2 de octubre de 2011   | 21 días                     | 2 468 000 |
| 17          | 7           | «Amapolas Vs Jaramagos»                    | 5 de noviembre de 2011 | Los problemas crecen        | 2 115 000 |
| 18          | 8           | «Amor y muerte»                            | 4 de diciembre de 2011 | Breaking Bad                | 2 460 000 |
| 19          | 9           | «Negra Navidad»                            | 1 de enero de 2012     | Mad Men                     | 2 176 000 |
| 20          | 10          | «13 000 €»                                 | 5 de marzo de 2012     | Weeds                       | 2 416 000 |

### Temporada 3: 2013 - 2014
| N.º (serie) | N.º (temp.) | Título                           | Fecha de emisión        | Intro                   | Audiencia |
| ----------- | ----------- | -------------------------------- | ----------------------- | ----------------------- | --------- |
| 21          | 1           | «La cosa está negra (1.ª parte)» | 5 de agosto de 2013     | The Big Bang Theory     | 2 657 000 |
| 22          | 2           | «La cosa está negra (2.ª parte)» | 2 de septiembre de 2013 | Shameless               | 2 040 000 |
| 23          | 3           | «Tetas y collejas»               | 7 de octubre de 2013    | Modern Family           | 2 646 000 |
| 24          | 4           | «Plan Pardo»                     | 4 de noviembre de 2013  | Orange Is the New Black | 2 383 000 |
| 25          | 5           | «Patrulleros»                    | 2 de diciembre de 2013  | COPS                    | 2 458 000 |
| 26          | 6           | «Traumusical»                    | 3 de febrero de 2014    | Dos hombres y medio     | 2 588 000 |
| 27          | 7           | «Rescate en los Banderilleros»   | 3 de marzo de 2014      | Juego de tronos         | 2 257 000 |
| 28          | 8           | «Felices 30 años»                | 7 de abril de 2014      | The Wire                | 2 391 000 |
| 29          | 9           | «Asignaturas pendientes»         | 12 de mayo de 2014      | Friends                 | 2 259 000 |
| 30          | 10          | «Orgullo Banderillero»           | 7 de julio de 2014      | Entourage               | 3 081 000 |

### Minicapítulos
1. Kazakievo
2. Puto destino puto
3. Mortal Topic
4. Mortal Topic 2: Salvar al soldado Pardo

## Repercusión mediática
En sus comienzos la serie se extendió rápidamente por la red debido a los miles de visitas que recibían por el boca en boca. Se publicó la noticia sobre esta nueva serie en blogs, foros y webs especializadas donde, en especial, se valoró la calidad del guion y de la imagen pese a los pocos medios.
El boca en boca de internet se trasladó a las grandes cadenas de televisión, como TVE 2, donde se realizó un reportaje en el programa Tras las dos. También se realizó una entrevista en el programa Colga2 con Manu, de Canal Sur 2, canal autonómico de Andalucía. En Entrevistas digitales, de la página web de la Cadena SER, también fueron entrevistados el 22 de mayo de 2009. En esa entrevista los internautas pudieron preguntar a los productores de la serie a través del entrevistador. También fueron entrevistados en La Sexta en el programa de Buenafuente. David Sainz fue entrevistado para un reportaje del programa La Red, de CNN +. Actualmente, está siendo emitida en TNT.
En el capítulo 6 de la primera temporada, "Cuentos y leyendas", hace un cameo el rapero sevillano Zatu, del grupo SFDK, lo que tuvo bastante repercusión en páginas de hip hop y rap españolas.
En el séptimo álbum de estudio de SFDK, Sin miedo a vivir de 2014, el grupo sevillano les dedicó una canción titulada "Orgullo banderillero", en la que repasan los títulos de los capítulos de la serie.

## Premios
- Premio oXcar: En 2009 en la categoría "Series inolvidables" de Xnet (antes conocida como Exgae).[12][13]